# Mas de les Figueres
El Mas de les Figueres és una masia de Roses (Alt Empordà) protegida com a bé cultural d'interès local.

## Descripció
Situada dins del nucli urbà de Roses i integrada a l'entramat urbà, a l'Avinguda Rhode, davant de la platja de la Perola.
Edifici aïllat de planta més o menys rectangular, format per diversos cossos adossats construïts en diverses èpoques. El cos principal, distribuït en planta baixa i una planta, té la façana orientada a l'oest, de cara al mar. Al nord es localitza l'antic habitatge dels masovers, ubicat a la primera planta i al que s'accedeix per unes escales exteriors de dos trams. A l'interior d'aquest cos principal, les diferents sales estan organitzades al voltant d'un distribuïdor. Destaca la cuina, amb llar de foc i forn de pa, la quadra i l'estable -al que s'accedeix des de l'exterior-, ubicats a la planta baixa. Per accedir a la quadra, cal fer-ho per una porta d'arc de mig punt situada sota l'escala exterior. A la banda sud es localitza el celler, la part més antiga de la masia. Cos de planta rectangular i coberta amb volta de canó, que conserva l'encanyissat interior. Els murs tenen un gruix d'un metre i mig. Al mur sud es conserven cinc espitlleres. La part superior del celler està ocupada per l'habitatge dels propietaris i és posterior. La construcció està arrebossada i emblanquinada.

## Història
La primera referència que es troba documentada respecte al mas és de l'any 1566 i apareix mencionat com a celler del mas Pedró. A principis del segle xviii (1715) es realitzen obres al mas, adquirint així la distribució que encara avui es conserva.
L'any 1785 té lloc una plantada de figueres que provoca l'abandonament de l'antic nom de mas Pedró pel de mas de les Figueres. Al nord de la vila, per sobre del raval dels Grecs, a la zona de les Pedreres, hi ha el mas de les Figueres de dalt, per això al mas de les Figueres també se l'anomena de baix.
Als anys 70 es va urbanitzar una part de la propietat (a l'oest, la carretera de Montjoi; a l'est, el mar; al nord, el carrer Lluís Companys; i al sud la muntanya del Puig Rom) per part de Joan Martí Vilanova.